# 1862 na música

## Nascimentos
| Data         | Nome            | Profissão             | Nacionalidade | Observações | Ref |
| ------------ | --------------- | --------------------- | ------------- | ----------- | --- |
| 22 de Agosto | Claude Debussy  | músico e compositor   | França        | m. 1918     |     |
| 29 de Agosto | Arthur De Greef | pianista e compositor | Bélgica       | m. 1940     |     |

## Mortes
| Data            | Nome            | Profissão                           | Nacionalidade | Observações | Ref |
| --------------- | --------------- | ----------------------------------- | ------------- | ----------- | --- |
| 13 de Fevereiro | Leopold Schefer | compositor                          | Alemanha      | n. 1784     |     |
| 25 de Maio      | Johann Nestroy  | cantor de ópera, actor e dramaturgo | Áustria       | n. 1801     |     |